# آنا أرينا
آنا أرينا (بالإيطالية: Anna Arena)‏ هي ممثلة إيطالية، ولدت في 21 يونيو 1919 في إيطاليا، وتوفيت بنفس المكان في 19 أغسطس 1974.

## أعمال

### أفلام
- (1951) الوضع الراهن

## وصلات خارجية
- آنا أرينا على موقع IMDb (الإنجليزية)
- آنا أرينا على موقع ألو سيني (الفرنسية)
- آنا أرينا على موقع قاعدة بيانات الأفلام السويدية (السويدية)
- آنا أرينا على موقع قاعدة بيانات الفيلم (الإنجليزية)
- آنا أرينا على موقع كينوبويسك (الروسية)